# Nuoto in acque libere ai campionati mondiali di nuoto 2019 - 10 km femminili
La gara dei 10 km in acque libere femminile si è svolta la mattina del 14 luglio 2019 e vi hanno preso parte 64 atlete provenienti da 40 nazioni.
La competizione è stata vinta dalla nuotatrice cinese Xin Xin, mentre l'argento e il bronzo sono andati rispettivamente alla statunitense Haley Anderson e all'italiana Rachele Bruni.

## Medaglie
| Posizione | Atleta         | Nazionalità |
| --------- | -------------- | ----------- |
| Oro       | Xin Xin        | Cina        |
| Argento   | Haley Anderson | Stati Uniti |
| Bronzo    | Rachele Bruni  | Italia      |

## Risultati
| Pos. | Nuotatrice            | Nazione       | Tempo     |
| ---- | --------------------- | ------------- | --------- |
| 1    | Xin Xin               | Cina          | 1:54:47.2 |
| 2    | Haley Anderson        | Stati Uniti   | 1:54:48.1 |
| 3    | Rachele Bruni         | Italia        | 1:54:49.9 |
| 4    | Lara Grangeon         | Francia       | 1:54:50.0 |
| 5    | Ana Marcela Cunha     | Brasile       | 1:54:50.5 |
| 6    | Ashley Twichell       | Stati Uniti   | 1:54:50.5 |
| 7    | Kareena Lee           | Australia     | 1:54:50.5 |
| 8    | Finnia Wunram         | Germania      | 1:54:50.7 |
| 9    | Leonie Beck           | Germania      | 1:54:51.0 |
| 10   | Sharon van Rouwendaal | Paesi Bassi   | 1:54:51.1 |
| 11   | Aurélie Muller        | Francia       | 1:54:51.2 |
| 12   | Viviane Jungblut      | Brasile       | 1:54:51.9 |
| 13   | Arianna Bridi         | Italia        | 1:54:52.0 |
| 14   | Dong Fuwei            | Cina          | 1:54:56.7 |
| 15   | Esmee Vermeulen       | Paesi Bassi   | 1:54:58.4 |
| 16   | Anna Olasz            | Ungheria      | 1:54:58.7 |
| 17   | Alice Dearing         | Gran Bretagna | 1:55:05.9 |
| 18   | Samantha Arévalo      | Ecuador       | 1:55:22.8 |
| 19   | Angélica André        | Portogallo    | 1:55:23.4 |
| 20   | Anastasiya Krapyvina  | Russia        | 1:55:24.9 |
| 21   | Mariya Novikova       | Russia        | 1:55:26.0 |
| 22   | Yumi Kida             | Giappone      | 1:55:26.7 |
| 22   | Réka Rohács           | Ungheria      | 1:55:26.7 |
| 24   | Paula Ruiz            | Spagna        | 1:55:31.2 |
| 25   | Danielle Huskisson    | Gran Bretagna | 1:55:31.5 |
| 26   | María Bramont-Arias   | Perù          | 1:55:33.8 |
| 27   | Špela Perše           | Slovenia      | 1:55:44.4 |
| 28   | Eva Fabian            | Israele       | 1:55:44.8 |
| 29   | Chelsea Gubecka       | Australia     | 1:55:45.2 |
| 30   | Minami Niikura        | Giappone      | 1:55:46.8 |
| 31   | Michelle Weber        | Sudafrica     | 1:56:25.8 |
| 32   | Julia Arino           | Argentina     | 1:56:32.2 |
| 33   | María Vilas           | Spagna        | 1:57:34.4 |
| 34   | Alena Benešová        | Rep. Ceca     | 1:57:48.6 |
| 35   | Kate Sanderson        | Canada        | 2:00:23.9 |
| 36   | Krystyna Panchishko   | Ucraina       | 2:00:28.6 |
| 37   | Kalliopi Araouzou     | Germania      | 2:00:30.3 |
| 38   | Eden Girloanta        | Israele       | 2:00:34.6 |
| 39   | Nip Tsz Yin           | Hong Kong     | 2:01:14.6 |
| 40   | Lenka Štěrbová        | Rep. Ceca     | 2:01:15.5 |
| 41   | Martha Sandoval       | Messico       | 2:01:17.5 |
| 42   | Paola Pérez           | Venezuela     | 2:01:29.7 |
| 43   | Martha Aguilar        | Messico       | 2:01:42.1 |
| 44   | Nataly Caldas         | Ecuador       | 2:02:03.5 |
| 45   | Chantel Jeffrey       | Canada        | 2:02:19.9 |
| 46   | Robyn Kinghorn        | Sudafrica     | 2:03:05.1 |
| 47   | Justyna Burska        | Polonia       | 2:03:28.4 |
| 48   | Sandy Atef            | Egitto        | 2:07:37.8 |
| 49   | Liliana Hernández     | Venezuela     | 2:07:38.4 |
| 50   | Karolína Balážiková   | Slovacchia    | 2:07:38.7 |
| 51   | Mariya Fedotova       | Kazakistan    | 2:07:42.5 |
| 52   | Wong Cho Ying         | Hong Kong     | 2:07:43.4 |
| 53   | Lim Da-youn           | Corea del Sud | 2:07:50.9 |
| 54   | Pimpun Choopong       | Thailandia    | 2:08:16.6 |
| 55   | Jung Ha-eun           | Corea del Sud | 2:09:36.8 |
| 56   | Yanci Vanegas         | Guatemala     | 2:11:59.1 |
| 57   | Fatima Flores         | El Salvador   | 2:12:00.6 |
| 58   | Katawan Teeka         | Thailandia    | 2:17:27.0 |
| 59   | Hita Nayak            | India         | 2:17:32.3 |
| 60   | Sofie Frichot         | Seychelles    | 2:18:07.7 |
| 61   | Nikitha Setru         | India         | 2:20:09.5 |
| 62   | Camila Mercado        | Bolivia       | 2:23:09.7 |
| 63   | Genesis Rojas         | Costa Rica    | 2:23:29.4 |
| 64   | Merle Liivand         | Estonia       | 2:23:30.8 |